# Garganta de Kaçanik
La Garganta de Kaçanik (en albanés Gryka e Kaçanikut; en serbio Качаничка клисура, Kačanička klisura) es un cañón del río Lepenac en el sur de Kosovo, que va desde Kaçanik, en el distrito de Uroševa, hasta la frontera con Macedonia.
Durante el tiempo en que la región estuvo bajo el dominio del Imperio otomano, el cañón fue escenario de diversas batallas que alimentaron el folclor de la región, dando origen a canciones todavía usadas.
- Datos: Q3299926